# Все спочатку!..
«Все спочатку!..» («Всё сначала!..») — радянський кіноальманах з двох новел 1975 року, знятий режисерами Ізмаїлом Бурнацевим і Батрбеком Дзбоєвим на Північно-Осетинській студії телефільмів.

## Сюжет
Фільм складається з двох комедійних новел «Останні канікули» та «Сюрприз».

### «Останні канікули»
Камол та його друг Сослан призиваються до армії. Перед відходом вони вирішують відвідати діда Дато.

### «Сюрприз»
Дружина почала ремонт у будинку. І поки вона їздила за робітниками до міста, чоловік вирішив не чекаючи на дружину, зробити ремонт сам зі своїми дружками. Скінчилося все це діло підірваним будинком.

## У ролях
- Коста Сланов — Дато, дід Камала / Сардіон
- Давид Кобулов — Ладо
- Василь Чхаїдзе — Кантемір
- Азрет Тхазапліжев — роль другого плану
- Василиса Комаєва — бабуся Камала / мати Темара
- Ісак Гогічев — Бола
- Микола Саламов — Роман
- Коста Бірагов — Камал
- Ахсарбек Бекмурзов — Мехті
- Зоя Дзбоєва — Фарізат
- Муса Ахрієв — син Боли
- Маїрбек Цихієв — Симон
- Володимир Макієв — Темар
- Тотрбек Басієв — епізод
- М. Дзодцоєв — епізод
- Е. Хадарцев — епізод
- Е. Бірагов — епізод

## Знімальна група
- Режисери — Ізмаїл Бурнацев, Батрбек Дзбоєв
- Сценарист — Володимир Гутнов
- Оператори — Алан Себетов, Тамаз Бічікаєв
- Художники — Тотрбек Басієв, Михайло Чочієв